# Município de Wayne (condado de Adams, Ohio)
O município de Wayne (em inglês: Wayne Township) é um município localizado no condado de Adams no estado estadounidense de Ohio. No ano de 2010 tinha uma população de 1.304 habitantes e uma densidade populacional de 17,95 pessoas por km².

## Geografia
O município de Wayne encontra-se localizado nas coordenadas 38° 53′ 10″ N, 83° 36′ 35″ O. Segundo a Departamento do Censo dos Estados Unidos, o município tem uma superfície total de 72.66 km², da qual 72,65 km² correspondem a terra firme e (0,01 %) 0,01 km² é água.

## Demografia
Segundo o censo de 2010, tinha 1.304 habitantes residindo no município de Wayne. A densidade populacional era de 17,95 hab./km². Dos 1.304 habitantes, o município de Wayne estava composto pelo 98,31 % brancos, o 0,61 % eram afroamericanos, o 0,23 % eram amerindios, o 0,15 % eram de outras raças e o 0,69 % eram de uma mistura de raças. Do total da população o 0,15 % eram hispanos ou latinos de qualquer raça.